# Lassiter Coast Intrusive Suite

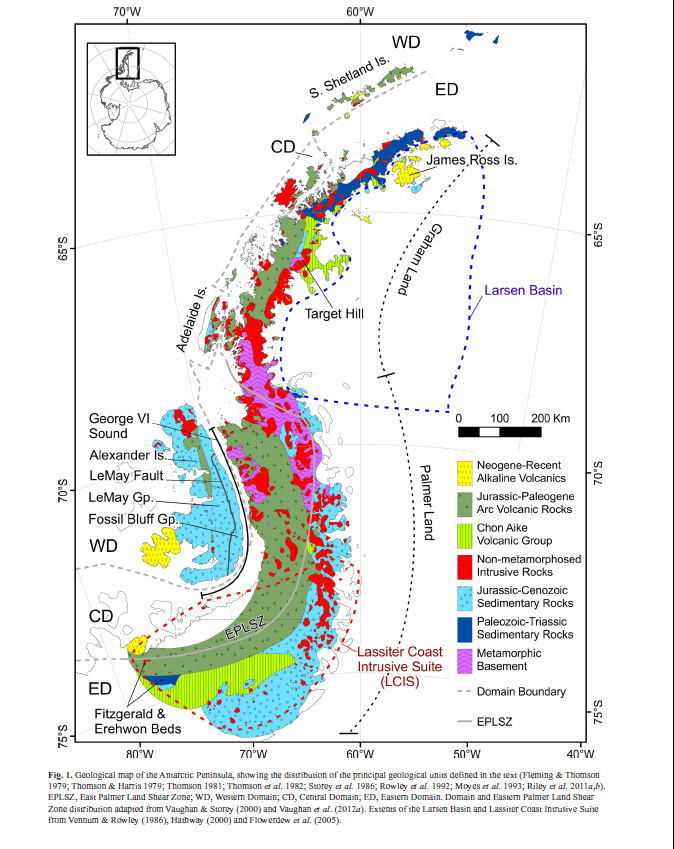
Geologische Karte der Antarktischen Halbinsel mit der Lassiter Coast Intrusive Suite im südöstlichen Palmerland (rot gestrichelter Bereich)

Die Lassiter Coast Intrusive Suite ist eine markante magmatische Provinz in einem breiten Gebiet vom südöstlichen Palmerland der Antarktische Halbinsel. Sie entstand in einem Backarc-Becken infolge der Subduktion der Phoenix-Platte unter die Antarktische Platte am südwestlichen Kontinentalrand Gondwanas. Dabei entwickelten sich plutonische Intrusivkörper zwischen 115 und 95 mya. Diese intrudierten die sedimentären und vulkanischen Ablagerungen der Latady Group.

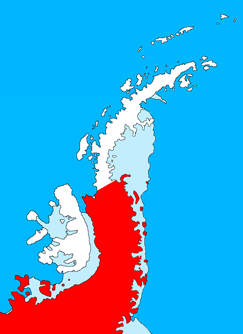
Lage vom Palmerland
Lage der Lassiter-Küste und der Black-Küste
Lage der Orville-Küste
Lage der English-Küste

Eine markante magmatische Provinz entwickelte sich in einem breiten Gebiet vom südöstlichen Palmerland. Zwischen der Lassiter-Küste und der Black-Küste im Osten von Palmerland tritt die umfangreiche Lassiter Coast Intrusive Suite auf. Kleinere Intrusionen kommen auch an der Orville-Küste nahe der Behrendt Mountains sowie an der gegenüber liegenden südwestlichen English-Küste vor.
Diese Suite ist charakterisiert typischerweise durch die heutigen Eruptionsstöcke und  Eruptionsschlote mit einer Aufschlussbreite von bis 12 km, die mit größeren plutonischen Einheiten, wie dem Werner Batholith, in Verbindung stehen. Die Intrusionen durchschneiden die früh jurassischen bis früh kreidezeitlichen vulkanische Ablagerungen und ältere Sedimente der Latady Group sowie die dazitischen bis rhyodazitischen pyroklastischen Vulkanite und Lavaströme der Mount Poster Formation der früh bis spät jurassischen Chon Aike Volcanic Group.
Geochemische Daten bestätigen einen kalkalkalischen Magmatrend und einen subduktionsbedingten Ursprung in einem Backarc-Becken. Jedoch traten auch einige Intrusionen an der Lassiter-Küste auch während des mittelkreidezeitlichen Palmer Land Events auf, das u. a. mit Faltungen und der Entwicklung einer durchdringenden Foliation einhergingen. Dieses Ereignis dokumentiert die vermutliche Akkretion zwischen der Eastern Domian und der Central Domain der Antarktischen Halbinsel, wodurch die Eastern Palmer Land Shear Zone zwischen 107 und 103 mya entstand.
Weitere Analysen deuten auf ein chemisch homogenes Ausgangsmagma als Quelle der Plutone hin. Dieses wird auf 1259 bis 688 mya datiert, mit der Hauptphase zwischen 1200 und 1000 mya, was auf eine Herkunft aus einer proterozoischen Kruste hindeutet. Beim Aufstieg der Plutone unterlag dieses Magma einer fraktionierten Kristallisation.
Geochronologische Untersuchungen datieren die plutonischen Ereignisse zwischen 115 und 95 mya. Die Einlagerung der Intrusionen im östlichen Palmerland erfolgte in drei Phasen während der Trias, dem Jura und der Kreide. Die Trias-Suite umfasst tonalitische bis granitische Zusammensetzungen mit entweder I-Typ- oder S-artiger Mineralogie. Die Jura-Suite enthält nur Granite vom S-Typ. Die Biotit-Tonalite und Biotit-Granodiorite der Kreide sind alle vom I-Typ.
Markante Plutone sind z. B. die Eklund-Inseln aus Diorit, der FitzGerald Bluffs-Pluton aus Granit und Granodiorit, die 1000 m hohe Mount-Harry-Intrusion aus Quarz-Monzonit, der Werner Batholith in den Werner Mountains aus Granodiorit, der Edward-Pluton in den Hauberg Mountains aus Quarz-Monzodiorit, sowie eine Vielzahl weiterer Plutonen entlang der Lassiter-Küste aus Quarz-Monzodiorit, Granodiorit und Granit.